# Dukuhdalem (Ciawigebang)
Dukuhdalem is een bestuurslaag in het regentschap Kuningan van de provincie West-Java, Indonesië. Dukuhdalem telt 1765 inwoners (volkstelling 2010).